# Urbán Péter
Monyorói báró Urbán Péter Pál (Sofronya, 1870. június 29. – Kunágota, 1935. augusztus 28.) nagybirtokos, közgazdász, politikus, országgyűlési képviselő, Csanád vármegye főispánja.

## Élete
Urbán Iván báró aradi főispán és Purgly Mária legidősebb gyermeke és egyetlen fia. Gimnáziumi éveit Aradon és Temesváron töltötte, majd Magyaróváron a gazdasági akadémián szerzett oklevelet. Ezt követően nagy kiterjedésű birtokain gazdálkodott, amíg a megszálló román csapatok el nem kobozták tőle azokat. 1910-ben lett főrendiházi tag, tevékenyen működött a hazai politikai életben. Tisza István személyes barátjaként és híveként politizált, édesapja halála után többször is felajánlotta neki Tisza az aradi és csanádi főispánságot, de ő ezt kétszer is visszautasította. Harmadszorra viszont elvállalta a felkínált posztot, de csak Csanádban. Örökös tagja volt Csanád vármegye törvényhatósági bizottságának, emellett vármegyéje szinte minden társadalmi, vallási és kulturális mozgalmában vezető szerepet vitt. Az autonóm Katolikus Kör elnöke is volt, és e minőségében alapította az aradi katolikus főgimnáziumot. 1920-ban újabb lökést kapott politikai karrierje, mert a sógorát, Horthy Miklóst kormányzóvá választották. A kormányzó főméltósága többször is vendégeskedett Urbán bárónál, rendszeresen együtt is vadásztak. 1922-ben lett az országgyűlés tagja, előbb a battonyai majd az eleki kerületet képviselte. 1926-ban, 1931-ben és 1935-ben is megválasztották képviselőnek, de utolsó mandátumát nem sokáig birtokolhatta, még 1935-ben sajnálatosan meghalt.
1930-ban Kunágota község díszpolgárává választotta Urbán bárót, ezt a címet egyébként a település első alkalommal adományozta.

## Családja
1894-ben vette feleségül saját unokatestvérét, jószáshelyi Purgly Ilonát (1873–1945), Purgly Magdolna későbbi kormányzóné nővérét, akitől három gyermeke született:
- Iván (1895–1924) huszárfőhadnagy; neje: kiszombori Rónay Magdolna (1897–1978)
- Gáspár Dénes Péter Benedek (1897–1975) nagybirtokos, politikus, főispán, bankár; neje: szécsényi Baghy Ilona (1900–1974)
- Pál (1898–1966) nagybirtokos, huszárhadnagy